# 界達電位

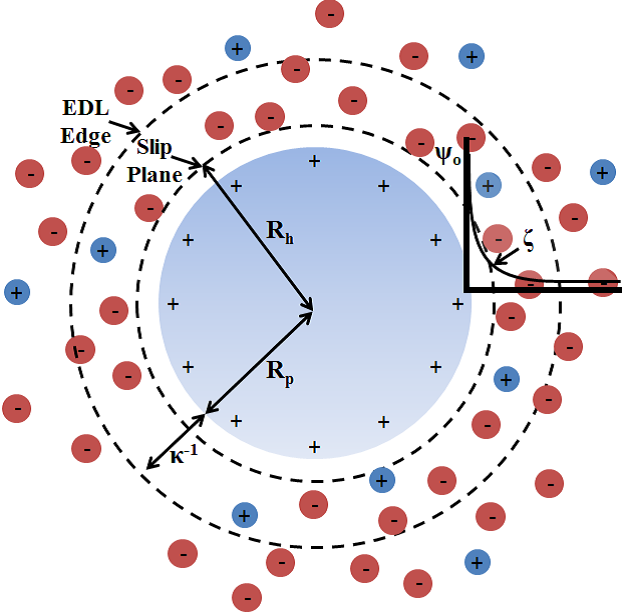
改进型盖伊-查普曼双电层模型以及径向电势分布曲线。

界達電位（zeta potential）在膠體化學中，是指膠體粒子上累積的離子所引發的靜電壓；膠體粒子由電雙層構成，包含固定層和擴散層。一個粒子可以藉由亨利公式（Henry's function）導出電泳的移動率，進而求出其界達電位的值。
{\displaystyle U_{e}={\frac {2\varepsilon \zeta f(ka)}{3\eta }}}